# ATPIF1
El inhibidor de la ATPasa mitocondrial es una enzima que en los humanos está codificada por el gen ATPIF1.  
Este gen codifica un inhibidor de la ATPasa mitocondrial. En este locus se produce un empalme alternativo y se han identificado tres variantes de transcripción que codifican distintas isoformas. 
Evita que la ATPasa cambie a hidrólisis de ATP durante el colapso del gradiente electroquímico, por ejemplo, durante la privación de oxígeno  El inhibidor de la ATP sintasa forma un complejo uno a uno con la ATPasa F1, posiblemente mediante su unión en la interfaz alfa-beta. Se cree que inhibe la síntesis de ATP al impedir la liberación de ATP.  El inhibidor tiene dos estados oligoméricos, dímero (el estado activo) y tetrámero. A pH bajo, el inhibidor forma un dímero mediante interacciones helicoidales antiparalelas entre las regiones C-terminales de dos monómeros. A pH alto, el inhibidor forma tetrámeros y oligómeros superiores mediante interacciones en espiral que involucran el extremo N y la región inhibidora, evitando así la actividad inhibidora. 

## Otras lecturas
- Cabezón E, Runswick MJ, Leslie AG, Walker JE (2002). «The structure of bovine IF(1), the regulatory subunit of mitochondrial F-ATPase». EMBO J. 20 (24): 6990-6996. PMC 125800. PMID 11742976. doi:10.1093/emboj/20.24.6990.
- Strausberg RL; Feingold EA; Grouse LH; Derge, JG; Klausner, RD; Collins, FS; Wagner, L; Shenmen, CM et al. (2003). «Generation and initial analysis of more than 15,000 full-length human and mouse cDNA sequences». Proc. Natl. Acad. Sci. U.S.A. 99 (26): 16899-16903. Bibcode:2002PNAS...9916899M. PMC 139241. PMID 12477932. doi:10.1073/pnas.242603899.
- Ota T; Suzuki Y; Nishikawa T; Otsuki, Tetsuji; Sugiyama, Tomoyasu; Irie, Ryotaro; Wakamatsu, Ai; Hayashi, Koji et al. (2004). «Complete sequencing and characterization of 21,243 full-length human cDNAs». Nat. Genet. 36 (1): 40-45. PMID 14702039. doi:10.1038/ng1285.
- Gerhard DS; Wagner L; Feingold EA; Shenmen, CM; Grouse, LH; Schuler, G; Klein, SL; Old, S et al. (2004). «The status, quality, and expansion of the NIH full-length cDNA project: the Mammalian Gene Collection (MGC)». Genome Res. 14 (10B): 2121-2127. PMC 528928. PMID 15489334. doi:10.1101/gr.2596504.
- Burwick NR; Wahl ML; Fang J; Zhong, Z; Moser, TL; Li, B; Capaldi, RA; Kenan, DJ et al. (2005). «An Inhibitor of the F1 subunit of ATP synthase (IF1) modulates the activity of angiostatin on the endothelial cell surface». J. Biol. Chem. 280 (3): 1740-1745. PMC 1201548. PMID 15528193. doi:10.1074/jbc.M405947200.
- Andersen JS; Lam YW; Leung AK; Ong, Shao-En; Lyon, Carol E.; Lamond, Angus I.; Mann, Matthias (2005). «Nucleolar proteome dynamics». Nature 433 (7021): 77-83. Bibcode:2005Natur.433...77A. PMID 15635413. S2CID 4344740. doi:10.1038/nature03207.
- Cortés-Hernández P; Domínguez-Ramírez L; Estrada-Bernal A; Montes-Sánchez, Delina G.; Zentella-Dehesa, Alejandro; De Gómez-Puyou, Marietta Tuena; Gómez-Puyou, Armando; García, José J. (2005). «The inhibitor protein of the F1F0-ATP synthase is associated to the external surface of endothelial cells». Biochem. Biophys. Res. Commun. 330 (3): 844-849. PMID 15809073. doi:10.1016/j.bbrc.2005.03.064.
- Lim J; Hao T; Shaw C; Patel, Akash J.; Szabó, Gábor; Rual, Jean-François; Fisk, C. Joseph; Li, Ning et al. (2006). «A protein-protein interaction network for human inherited ataxias and disorders of Purkinje cell degeneration». Cell 125 (4): 801-814. PMID 16713569. S2CID 13709685. doi:10.1016/j.cell.2006.03.032.
- Ma J; Dempsey AA; Stamatiou D; Marshall, K; Liew, C (2007). «Identifying leukocyte gene expression patterns associated with plasma lipid levels in human subjects». Atherosclerosis 191 (1): 63-72. PMID 16806233. doi:10.1016/j.atherosclerosis.2006.05.032.
- Contessi S; Comelli M; Cmet S; Lippe, Giovanna; Mavelli, Irene (2008). «IF(1) distribution in HepG2 cells in relation to ecto-F(0)F (1)ATPsynthase and calmodulin». J. Bioenerg. Biomembr. 39 (4): 291-300. PMID 17851741. S2CID 85086145. doi:10.1007/s10863-007-9091-0.

- Datos: Q18048744